# Salvador blanc
El salvador blanc (“white savior ”en anglès) és un clixé cinematogràfic en la qual un personatge de raça blanca rescata gent de color de la seva difícil situació. El salvador blanc és retratat com messiànic i sovint aprèn alguna cosa sobre si mateix en el procés de rescat. El clixé reflecteix com els mitjans de comunicació representen les relacions racials afegint un angle racial a conceptes com la moralitat quelcom identificable mes amb blancs que amb persones no blanques. Els salvadors blancs són sovint homes i de vegades estan al marge de la societat fins que lideren a minories o estrangers. El llibre Screen Saviors: Hollywood Fictions of Whiteness etiqueta les històries com fantasies que "són essencialment grandioses, exhibicionistes i narcisistes". Aquest tipus d'històries inclouen viatges de blancs a "exòtics" llocs d'Àsia, la defensa de blancs contra el racisme al Sud dels Estats Units, o protagonistes blancs amb ajudants "racialment diversos".
David Sirota a Salon.com, va dir, "Aquestes narratives insinuen que la gent de color no tenen capacitat per rescatar-se a si mateixos. Això fa que tant el públic blanc se senti bé amb ell mateix per presentant-los com messies benvolents (en lloc de conqueridors hegemònics), i també representa la gent de color com febles i indefensos mentre ho envolta tot en l'argot cinematogràfic de l'alliberament". Noè Berlatsky a The Atlantic, comenta que la narrativa varia d'una pel·lícula a una altra, tot i que les pel·lícules de l'esclavitud, incloses les més premiades, es queden curtes pel que fa a varietat temàtica. Ell va escriure: "Totes aquestes pel·lícules aclamades per la crítica usen variacions de la mateixa narrativa: els negres són oprimits per les males persones blanques. Aconsegueixen llibertat a través del bon fer de les bones persones de raça blanca." La narrativa del salvador blanc es considera un clixé en el cinema dels Estats Units; la narració és especialment comú en les pel·lícules sobre mestres blancs en zones marginals.